# Pantopipetta capensis
Pantopipetta capensis là một loài nhện biển trong họ Austrodecidae. Loài này thuộc chi Pantopipetta. Pantopipetta capensis được miêu tả khoa học năm 1946 bởi Barnard.